# Mad TV (videojuego)
Mad TV es un videojuego en el que se simula la gestión de un canal de televisión. Fue producido en 1991 por Rainbow Arts para Amiga, Atari ST y PC.

## Historia
Archie es un hombre solitario que un día cualquiera enciende el televisor, encontrándose en él a Betty, la hermosa presentadora de Cultura Hoy. Él se decide ir a la estación de televisión para declarar su amor a la mujer. Justo cuando Archie arriba al edificio de Mad TV, el jefe de la estación despide al actual programador de la emisora por la pobre gestión que éste llevó a cabo. El jefe se encuentra en el pasillo a Archie, y por alguna razón decide contratarlo para que lleve a cabo el manejo de la estación.

## Desarrollo del juego
El juego es para un solo jugador, que controla al recientemente nombrado director de programa del canal de televisión. Las responsabilidades del personaje incluyen la selección de la programación de la cadena, la inclusión de publicidad que permita su sustentos, etc. El juego se desarrolla en tiempo real, mientras se toman decisiones avanza el tiempo y se van emitiendo programas. Las emisiones de las otras cadenas también suceden al mismo tiempo que la del jugador, y por ejemplo puede opacar a nuestra audiencia. Todo el juego se realiza en un bloque de pisos, donde están todos los elementos necesarios en diferentes habitaciones.
Tendremos varios despachos en los que poder tomar decisiones: En nuestro despacho personal podremos programar la emisión, desde las 18:00 hasta la 1:00; moviendo, añadiendo y quitando películas, series, publicidad... También podremos en nuestro despacho realizar otras gestiones como comprar nuevas emisoras en otros estados para generar audiencias, consultar gráficas de popularidad de la cadena, etc.
En otros despachos podremos por ejemplo conseguir contratos de publicidad, con diferentes requisitos de audiencia, pagos, y multas si no cumplimos las cláusulas de los contratos (P. ej.: Emitir 5 anuncios en bloques policíacos en menos de 3 días.)
También podremos comprar y vender películas. Habrá distintos géneros y calidades distintas. La taquilla, la crítica, el género y el año también pueden variar. También podemos comprar estrenos de películas o retransmitir programas en directo como deportes. Podemos elegir desde un aburrido documental con nefasta crítica de 1976 por 1,000$ hasta la emisión en directo de un cohete espacial en 1991 por 200,000$; como ejemplo de los distintos materiales disponibles.
En vez de comprar o vender, también podemos comprar guiones. Desde shows, concursos hasta series, habrá distintos y con varias características. Dependiendo de ello, necesitaremos más de un estudio para producirlos. También podremos elegir los decorados, presentadores, actores, estrellas invitadas, variando en precio y atributos: humor, destreza e imagen.
Todos los materiales: publicidades, guiones y programas se renuevan cada día, y hay un número limitado cada día.
El juego incluye programas y películas reales como por ejemplo: Ciudadano Kane, Doctor Zivago, Mad Max, National Geographic... por citar unos ejemplos. Lo mismo ocurre con
la publicidad: GameBoy, ERBE Software... También dispone de muchos géneros y épocas con programas abundantes. Abarca todo el siglo XX, desde películas de los años 30, documentales de los 70, vídeos musicales de los 80 y las recién estrenadas películas del mismo 1991. (Año de creación del juego)
Sin embargo el objetivo del juego es desbancar a las otras 2 audiencias y ganarse la admiración de Betty, una bella chica que trabaja en el mismo edificio y casarse con ella. La forma de conseguirlo depende de dos factores: la cantidad de programas que le gusten a ella que emita nuestra cadena y la cantidad de regalos que se le compren. Ambos objetivos tienen cierta dificultad, porque los programas que le gustan son documentales que tienen poca audiencia y pueden llevar a la cadena a la pérdida de anunciantes, y los regalos valen bastante dinero.

## Videojuegos relacionados
Posteriormente se publicó una segunda parte sólo en alemán y se iniciaron varios proyectos para hacer remakes que nunca llegaron a ver la luz.
También existe una versión on-line del juego.